# Mário Jardel Almeida Ribeiro
Mário Jardel (Fortaleza, Brasil, 18 de setembre de 1973) és un futbolista brasiler que actualment juga al Ferroviário Atlético Clube de Brasil. Guanyador de la Bota d'Or en dues ocasions, els anys 1999 i 2002. Actualment juga a l'EC Flamengo de la quarta divisió brasilera.

## Biografia
Jardel inicià la seva trajectòria professional l'any 1991 a les files del Vasco da Gama brasiler, d'on passà al Grêmio Foot-Ball Porto Alegrense, on guanyà la Copa Libertadores.
L'any 1996 fita pel portuguès FC Porto, on fou màxim golejador del campionat portuguès durant les 4 temporades que defensà el club blanc-i-blau, marcant 130 gols en 125 partits, fet que li valgué per alçar-se amb el títol individual de Pilota d'Or l'any 1999 i guanyar 3 Lligues.
Després d'un breu pas per Turquia a les files del Galatasaray SK, on anotà 24 gols en 22 i on guanyà la Supercopa d'Europa de futbol, retornà a Portugal, aquest cop a les files del Sporting de Lisboa, on fou clau perquè l'equip lisboeta guanyés la Lliga portuguesa 18 anys després del seu últim títol, en un any en què gràcies als seus 42 gols en 30 partits tornà a alçar-se amb el títol de Bota d'Or.
Posteriorment Jardel milità per diferents clubs com el Bolton Wanderers anglès, l'Ancona italià, el Newell's Old Boys argentí, el Deportivo Alavés basc, el Palmeiras brasiler, el Goiás brasiler, el S.C. Beira-Mar portuguès, l'Anorthosis Famagusta FC, el Newcastle United Jets FC australià i els Criciúma i Ferroviário brasilers, encara que en tots aquests clubs no tingué un gran èxit, recalant finalment en el seu actual equip, l'EC Flamengo.

## Palmarès
- 1 Copa Libertadores: 1995 (Gremio)
- 1 Recopa Sud-americana: 1996 (Gremio)
- 1 Supercopa d'Europa: 2000 (Galtasaray)
- 3 Campionat carioca: 1992, 1993 i 1994 (Vasco da Gama)
- 2 Campionat gaúcho: 1995 i 1996 (Gremio)
- 1 Campionat goiano: 2006 (Goiás)
- 4 Lliga portuguesa: 1997, 1998, 1999 (Porto) i 2002 (Sporting)
- 3 Copa portuguesa: 1998, 2000 (Porto) i 2002 (Sporting)
- 4 Supercopa Cândido de Oliveira: 1997, 1998, 1999 (Porto) i 2002 (Sporting)
- 1 Apertura argentina: 2004 (Newell's)
- 1 Copa xipriota: 2007 (Anorthosis)